# 吴天喜案
吴天喜强奸、组织领导黑社会性质组织案，简称吴天喜案，是2005年至2007年期间发生于中國河南省镇平县的一系列强奸案。第九届全国人大代表、镇平县政协原副主席吴天喜，强奸12岁至16岁的镇平县中学、中专女学生22人（另有说法为24人、36人、43人）。
2007年12月19日，南阳市中级法院一审判决，吴天喜组织、领导黑社会性质组织罪、强奸罪等七项罪名成立，数罪并罚判处死刑，吴天喜上诉。2008年7月23日，河南省高级法院驳回上诉。2009年8月13日，吴天喜被南阳市中级法院执行死刑。